# Fiat Auto contemporains
Tableau récapitulatif des modèles automobiles Fiat Auto actuels :
| Code usine-VIN                                                                                      | Nom commercial | Années                        | Photo | Production globale                                           |
| | |                               |       |                                                              |
| ZFA 100 (Italie) VSS 100 (Espagne Seat) 8BF 100 (Argentine) (Zastava Yougoslavie)                   | Fiat 600, Fiat 770, Seat 600, Zastava 600                                                                                           | 1955–1969                     |       | 4 938 452 ex                                                 |
| ZFA 100 G (Italie) VSS 100 G (Seat)                                                                 | Fiat 850 Berline | 1964–1981                     |       | 3 069 019 ex                                                 |
| ZFA 100 GC (Italie) VSS 100GC (Espagne)                                                             | Fiat 850 Coupé / Spider | 1964-1981                     |       |                                                              |
| ZFA 101 (Italie) VSS 101 (Espagne)                                                                  | Fiat 1400 - Seat 1400 | 1950–1958                     |       | 165 057 ex                                                   |
| ZFA 103 (Italie) 8BF 103 (Argentine) (Inde) - (Allemagne)                                           | Fiat 1100-103, Fiat 1200, Neckar Europa, Premier Padmini                                                                            | 1953–1970                     |       | 3 200 000 ex                                                 |
| ZFA 104 (Italie)                                                                                    | Fiat 8V | 1952–1954                     |       | 114 ex                                                       |
| ZFA 105 (Italie) - (Autriche)                                                                       | Fiat 1900 - Steyr 2000 | 1951–1959                     |       | 11 000 ex                                                    |
| ZFA 110 (Italie) - (Autriche)                                                                       | Fiat 500 Berline - Fiat Steyr 500                                                                                                   | 1957–1976                     |       | 3 510 948 ex                                                 |
| ZFA 112 (Italie) - (Espagne)                                                                        | Fiat 1800 - Seat 1500 | 1959–1968                     |       | 165 940 ex                                                   |
| ZFA 114 (Italie)                                                                                    | Fiat 2100, Fiat 2300, Fiat 2300 S Coupé                                                                                             | 1959–1968                     |       | 155 000 ex                                                   |
| ZFA 115 (Italie) 8BF 115 (Argentine)                                                                | Fiat 1500 / C, Fiat 1500 Spider | 1961–1967                     |       | 366 130 ex                                                   |
| ZFA 116 (Italie) - (Argentine) - (Yougoslavie)                                                      | Fiat 1300 / C - Zastava 1300 | 1961–1966                     |       | 910 395 ex                                                   |
| ZFA 118 (Italie)                                                                                    | Fiat 1500 Spider / S / L, Fiat 1600 Spider                                                                                          | 1959–1968                     |       | 7 738 ex                                                     |
| ZFA 120 (Italie) - (Autriche)                                                                       | Fiat 500 Giardiniera (Kombi) | 1960–1972                     |       | 335 990 ex                                                   |
| ZFA 124 (Italie) VSS 124 (Espagne) (Indonésie) - (Inde) - (Turquie) - (Corée) - (Maroc)             | Fiat 124 Berline Fiat 124 Coupé Fiat 124 Spider Seat 124 Berline Lada 2101 Premier 118N Tofaş 124 Murat Asia Motors-Kia 124 Berline | 1966–1985                     |       | > 23 000 000 ex                                              |
| ZFA 125 (Italie) 8BF 125 (Argentine) - (Maroc) 125P (Pologne)                                       | Fiat 125 Fiat Polski 125P | 1967–1991                     |       | 2 334 459 ex                                                 |
| ZFA 126 (Italie) - (Pologne)                                                                        | Fiat 126, Fiat 126 BIS Fiat Polski 126P Fiat Steyr 126,                                                                             | 1972–2000                     |       | 4 673 655 ex                                                 |
| ZFA 127 (Italie) VSS 127 (Espagne) - (Brésil) - (Pologne)                                           | Fiat 127 Seat 127 - Seat Fura | 1971–1987                     |       | 5 037 278 ex                                                 |
| ZFA 128 (Italie) 8BF 128 (Argentine) Z 128A064 (Yougoslavie) - (Égypte)                             | Fiat 128, Fiat X1/9 Zastava 101 | 1969–1980                     |       | 5 463 776 ex                                                 |
| ZFA 130 (Italie)                                                                                    | Fiat 130, Fiat 130 Coupé | 1969–1976                     |       | 19 504 ex                                                    |
| ZFA 131 (Italie) VSS 131 (Espagne) - (Turquie) -                                                    | Fiat 131, Fiat 131 Mirafiori Seat 131 Tofaş 131 Sahin, Kartal                                                                       | 1974–2008                     |       | 3 507 170 ex                                                 |
| ZFA 132 (Italie) - VSS 132 (Espagne) - (Pologne)                                                    | Fiat 132, Fiat Argenta Seat 132 Fiat Polski 132P                                                                                    | 1972–1986                     |       | 787 446 ex                                                   |
| VSS 133 (Espagne) 8BD 133 (Argentine) - (Égypte)                                                    | Fiat 133 Seat 133 - Nasr 133 (Égypte)                                                                                               | 1975–1976                     |       | 229 699 ex                                                   |
| ZFA 135 (Italie)                                                                                    | Fiat Dino | 1966–1974                     |       |                                                              |
| ZFA 138 (Italie) VSS 138 (Espagne)                                                                  | Fiat Ritmo, Seat Ritmo / Seat Ronda                                                                                                 | 1978–1988,                    |       | > 2 500 000 ex                                               |
| ZFA 139 (Italie) 8BF 138 (Argentine)                                                                | Fiat Regata Fiat Regatta (Argentine) Tofas Regata (Turquie)                                                                         | 1983–1990                     |       | 950 000 ex                                                   |
| ZFA 141 (Italie) VSS 141 (Espagne)                                                                  | Fiat Panda I 1 + 2 Séries Seat Panda / Seat Marbella                                                                                | 1980–2003                     |       | 5 491 349 ex                                                 |
| ZFA 146 (Italie) 8BD 146 (Argentine) - 9BD 146 (Brésil) - (Pakistan) - (Afrique du Sud) - (Pologne) | Fiat Uno, Fiat Duna Argentine - Brésil - Chine - Pologne - Inde                                                                     | Uno 1983-1993, Duna 1987-1992 |       | > 9 000 000 ex                                               |
| 8BF 147 (Argentine) 9BD 147 (Brésil)                                                                | Fiat 147 (Argentine et Brésil), Fiat Fiorino 1                                                                                      | 1976–1985                     |       | 1 502 119 ex                                                 |
| ZFA 154 (Italie)                                                                                    | Fiat Croma | 1985–1996                     |       | 643 400 ex                                                   |
| ZFA 159 (Italie) 9BD 159 (Brésil) - (Turquie) - (Thaïlande) - (Égypte)                              | Fiat Tempra Italie - Brésil - Turquie                                                                                               | 1990–1999                     |       | > 1 300 000 ex                                               |
| ZFA 160 (Italie) 9BD 160 (Brésil) - (Turquie)                                                       | Fiat Tipo Italie - Brésil - Turquie                                                                                                 | 1988–1997                     |       | 1 062 336 ex                                                 |
| ZFA 170 (Pologne)                                                                                   | Fiat Cinquecento (Pologne) | 1992–1998                     |       | 1 164 478 ex                                                 |
| ZFA 175 (Italie)                                                                                    | Fiat Coupé | 1994–2000                     |       | 72 762 ex                                                    |
| ZFA 176 (Italie)                                                                                    | Fiat Punto 1re Série | 1993–1999                     |       | >3 500 000 ex                                                |
| 8BF 178 (Argentine) - 9BD 178 (Brésil) et 18 autres pays                                            | Fiat Palio Fiat Siena Fiat Strada                                                                                                   | 1996–2001                     |       | 1re génération : 2 252 873 ex 2e génération > 400 000 par an |
| ZFA 182 (Italie) 9BD 182 (Brésil) - (Turquie)                                                       | Fiat Brava, Fiat Bravo | 1995–2001                     |       | 969 481 ex                                                   |
| ZFA 183 (Italie)                                                                                    | Fiat Barchetta | 1995–2005                     |       | 57 791 ex                                                    |
| ZFA 185 (Italie) 9BD 185 (Brésil) - (Turquie)                                                       | Fiat Marea | 1996–2007                     |       | 669 481 ex                                                   |
| ZFA 192 (Italie) 9BD 192 (Brésil)                                                                   | Fiat Stilo Italie - Brésil - Turquie                                                                                                | 2001–2006 Facelift 2005-20**  |       | > 1 000 000 ex déjà produits au 30 septembre 2008            |
| ZFA 200 (Italie) - (Yougoslavie)                                                                    | Fiat 850T - 900T, Zastava 850 - 900 AK                                                                                              | 1965–1985                     |       | > 550 000 ex                                                 |
| ZFA 223 (Turquie) 9BD 223 (Brésil) - (Vietnam) - (Russie)                                           | Fiat Doblo (Cargo) Brésil - Turquie                                                                                                 | 2001– Facelift 2005-20**      |       |                                                              |
| ZFA 230 (Italie) - (France)                                                                         | Fiat Ducato 2e Serie (MiniBus + Fourgon) Italie Peugeot Jumper/Citroen Boxer                                                        | 1993–2002                     |       | > 1 000 000 ex                                               |
| ZFA 238 (Italie) (MiniBus + Fourgon)                                                                | Fiat 238 Italie | 1968–1978                     |       | > 500 000 ex                                                 |
| ZFA 241 (Italie) (Fourgon plateau)                                                                  | Fiat 241 Italie | 1968–1978                     |       | > 200 000 ex                                                 |
| ZFA 242 (Italie) - (MiniBus + Fourgon)                                                              | Fiat 242 Citroen C 35 | 1975–1982                     |       |                                                              |
| ZFA 244 (Italie) (MiniBus + Fourgon) (Brésil) - (Russie)                                            | Fiat Ducato 3e Serie Facelift Peugeot Jumper/Citroen Boxer                                                                          | 2002–2006                     |       | > 2 000 000 exemplaires                                      |
| ZFA 280 (Italie) (MiniBus + Fourgon)                                                                | Fiat Ducato 1. Serie (Bus + Fourgon) Citroen C25/Peugeot J5                                                                         | 1981–1989                     |       |                                                              |
| ZFA 290 (Italie)                                                                                    | Fiat Talento 1. Serie Facelift (Fourgon)                                                                                            | 1989–1993                     |       |                                                              |
| ... 311 (Chine)                                                                                     | Fiat Perla - Zotye Perla | 2007–2008                     |       |                                                              |